# Manuel Gallardo Méndez
Manuel Gallardo Méndez (Écija, Andalusia, 1942 - Martorell, 13 de desembre del 2014), fou un sindicalista de la Unió General de Treballadors de Catalunya.

## L'acció sindical
Gallardo es va incorporar a l'empresa SEAT el 1972, quan tenia 30 anys, en plena agitació sindical i política durant els últims anys del franquisme. Tres anys després, el 1975, es va afiliar a la UGT i va entrar en l'executiva de la secció sindical a SEAT, un referent en el moviment obrer del franquisme i de la Transició. Després de ser elegit secretari general de la UGT a SEAT el 1980, va accedir a la presidència del comitè d'empresa el 1983, que va exercir fins al 1998, quan va fer el salt com a secretari general de la Federació del Metall del sindicat a Catalunya. Va deixar el càrrec al jubilar-se, el 2007. Manuel Gallardo va tenir un paper fonamental a SEAT i al sector del metall durant les dècades dels 90 i els 2000.
Durant la seva trajectòria va haver de fer front a la dura crisi de SEAT de principis dels anys 90 i a l'onada de tancaments i deslocalitzacions industrials de l'última dècada. Va ser pioner en la modernització de les relacions laborals a SEAT i en el metall amb l'aplicació de fórmules innovadores com els contractes de relleu i de jubilació parcial. Ell mateix es va convertir en un jubilat parcial els seus últims anys com a treballador a SEAT, a què dedicava un mes de treball a l'any en ser substituït per un jove amb contracte de relleu d'un veterà. La resta de grans fabricants d'automòbils va seguir els passos de SEAT i van implantar la mateixa fórmula.
Gallardo també va ser un dels impulsors de la presència de SEAT en el comitè europeu i mundial de Volkswagen i un dels artífexs de la fusió de les federacions del metall, de la construcció i d'altres branques productives. Durant el seu mandat al capdavant de la Federació del Metall, Construcció i Afins (MCA), va ser un dels dirigents de pes de l'executiva de Josep Maria Álvarez. Gallardo va intervenir en la negociació de diferents expedients de regulació d'ocupació d'empreses com SEAT, Lear, Miniwatt (Philips), i en la negociació del Conveni Col·lectiu de Nissan 2006-2011. Solia fer xerrades als cursos de formació sindical per a delegats amb temes relacionats amb la negociació col·lectiva.

## L'acció política
Gens amant del protocol, el seu hort de Sant Vicenç dels Horts es va convertir en una mena de fòrum on hi convidava sovint càrrecs polítics i sindicals, i no va tenir mai cap problema a dir a les més altes autoritats allò que pensava i que sabia que pensaven els seus companys de la lluita sindical.
Com a militant del Partit dels Socialistes de Catalunya, fou regidor de l'Ajuntament de Viladecans (des d'aquest càrrec va impulsar la Festa de la Rosa a la Pineda de Gavà), membre del Consell Nacional del PSC i, del 2008 al 2012, Primer Secretari de l'Agrupació Local d'Abrera, la població on residí els seus darrers anys.
Des d'aquest darrer càrrec, el 2011 participà activament en la confecció de la llista electoral socialista, amb la que l'alcaldessa Maria Soler havia de perdre la majoria absoluta que el PSC tenia a Abrera des del 1983.

## El final sobtat
Gallardo va viure sempre a diverses poblacions del Baix Llobregat des que va arribar a Catalunya, i morí d'un infart mentre conduïa tornant a Abrera des del seu hort, només 13 dies després que la Generalitat li concedís la medalla al mèrit en el treball "President Macià" «pel seu paper i la seva contribució a la indústria i les relacions laborals en uns moments decisius per al sector a Catalunya».